# Serra de l'Argentera
La Serra de l'Argentera és una serra de la Serralada Prelitoral Catalana que té un eix nord-sud, corbant un xic a la punta meridional cap a llevant. A vegades se la considera la mateixa que la Serra de Pradell o s'agrupa amb aquesta (i per tant, a vegades referida també com a Serra de Pradell-l'Argentera o Serres de Pradell-l'Argentera), tot i que tècnicament i d'acord amb els mapes de l'Institut Cartogràfic i Geològic de Catalunya, la Serra de l'Argentera s'estén just al sud de la Serra de Pradell.
Està situada principalment al municipi de l'Argentera (Baix Camp), però també té alguns vessants a la Torre de Fontaubella (Priorat) i una petita part a Colldejou (Baix Camp).
Un dels seus punts més alts és lo Morral de Vilanova, amb la seva punta de la Parrica, de 707,7 metres, però la seva elevació màxima és la Punta de les Pedrisses, de 707,9 metres.
La serra forma part del Pla d'Espais d'Interès Natural (PEIN) serres de Pradell-l'Argentera. Gran part de la serra també serveix de suport pel polèmic parc eòlic del Trucafort, amb escreix el parc eòlic més gran de tot Catalunya, amb 91 aerogeneradors, situat als municipis del Pradell de la Teixeta i la Torre de Fontaubella al Priorat, i l'Argentera i Colldejou al Baix Camp, i no gaire lluny del Castell d'Escornalbou (Vilanova d'Escornalbou, Riudecanyes).
Per aquesta serra passa el Sender de Gran Recorregut GR-7, al seu camí d'Andorra cap a l'estret de Gibraltar.